# Straßenradsport-Weltmeisterschaften 1928
Die Straßenradsport-Weltmeisterschaften 1928 fanden am 16. August in Budapest statt. Es waren die zweiten Straßen-Weltmeisterschaften mit Profi-Beteiligung. Profiweltmeister wurde Georges Ronsse aus Belgien, bei den Amateuren siegte der Italiener Allegro Grandi.

## Rennverlauf
Das 182 Kilometer lange Rennen für die Profis, von denen nur 16 am Start waren, führte von Budapest aus durch die Puszta und zurück. Die Fahrer litten bei 35 Grad im Schatten unter Hitze und Staub. Nach 40 Kilometern setzten sich die beiden Belgier Georges Ronsse und Jules Vanhevel ab. Die beiden favorisierten Italiener Alfredo Binda und Costante Girardengo folgten ihnen jedoch nicht, sondern bekämpften sich gegenseitig. Schließlich gaben beide entnervt auf; der italienische Radsportverband verhängte anschließend (eine später verkürzte) Sperre von sechs Monaten gegen sie wegen verbandsschädigenden Verhaltens. Van Hevel stürzte nach dem Zusammenprall mit einer Kuh und gab auch auf, so dass Ronsse schließlich mit über 17 Minuten Vorsprung ins Ziel kam; einen größeren Vorsprung konnte nie mehr ein Fahrer bei einer WM herausfahren. Zweiter des Rennens wurde der Deutsche Herbert Nebe, der später berichtete, er sei von Fritz von Opel bedroht worden, falls er weiterfahre, da er aus dessen Sicht nicht das richtige Material, sondern Diamant, fuhr. Der spätere Weltmeister Ronsse hingegen fuhr das „richtige Material“, ein Opel-Rad mit Torpedo-Freilaufnabe. Zudem gab es den Verdacht, Ronsse sowie sein Landsmann Vanhevel seien im Begleitfahrzeug der Firma Opel mitgefahren oder hätten sich an das Auto drangehangen (was ja auch eine Erklärung für den großen Vorsprung sein könnte). Wegen dieser Streitigkeiten wurde Nebes Vertrag bei Diamant Anfang 1929 nicht verlängert; später erhielt er nach einem Prozess eine Abfindung. Dritter wurde der Deutsche Bruno Wolke, der eigentlich nur in Vertretung seines erkrankten Bruders und Amateur-Vizeweltmeisters Rudolf an den Start gegangen war. Von den 16 Startern kamen nur acht Fahrer ins Ziel.

## Resultate
| Profis (182 km) | Profis (182 km)    | Profis (182 km) | Profis (182 km) |
| Platz           | Athlet             | Land            | Zeit            |
| --------------- | ------------------ | --------------- | --------------- |
| 1               | Georges Ronsse     | BEL             | 6:20:10 h       |
| 2               | Herbert Nebe       | GER             | + 19:43 min     |
| 3               | Bruno Wolke        | GER             | + 19:43 min     |
| 4               | Jef Dervaes        | BEL             | + 36:13 min     |
| 5               | Walter Cap         | AUT             | + 36:13 min     |
| 6               | Max Bulla          | AUT             | + 36:13 min     |
| 7               | Otto Cap           | AUT             | + 36:13 min     |
| 8               | Ferdinand Le Drogo | FRA             | + 42:26 min     |

| Amateure (192 km) | Amateure (192 km) | Amateure (192 km) | Amateure (192 km) |
| Platz             | Athlet            | Land              | Zeit              |
| ----------------- | ----------------- | ----------------- | ----------------- |
| 1                 | Allegro Grandi    | ITA               | 6:55:09 h         |
| 2                 | Michele Mara      | ITA               | 6:55:09 h         |
| 3                 | Jean Aerts        | BEL               | + 13:45 min       |
| 4                 | László Vida       | HUN               | + 13:45 min       |
| 5                 | André Aumerle     | FRA               | + 17.49 min       |
| 6                 | Remigio Saavedra  | ARG               | + 21.32 min       |
| 7                 | Bernhard Stübecke | GER               | + 21.42 min       |
| 8                 | Bienhy            | HUN               | + 22.24 min       |
| 9                 | Anton Vydell      | AUT               | + 24.45 min       |
| 10                | Godlieb           | SUI               | + 25.10 min       |
| 11                | Kroczyt           | YUG               | + 26.05 min       |
| 12                | Sibelbauer        | AUT               | + 33.50 min       |
| 13                | Kosek             | GER               | + 43.37 min       |